# Bierbrunnen (Köln)

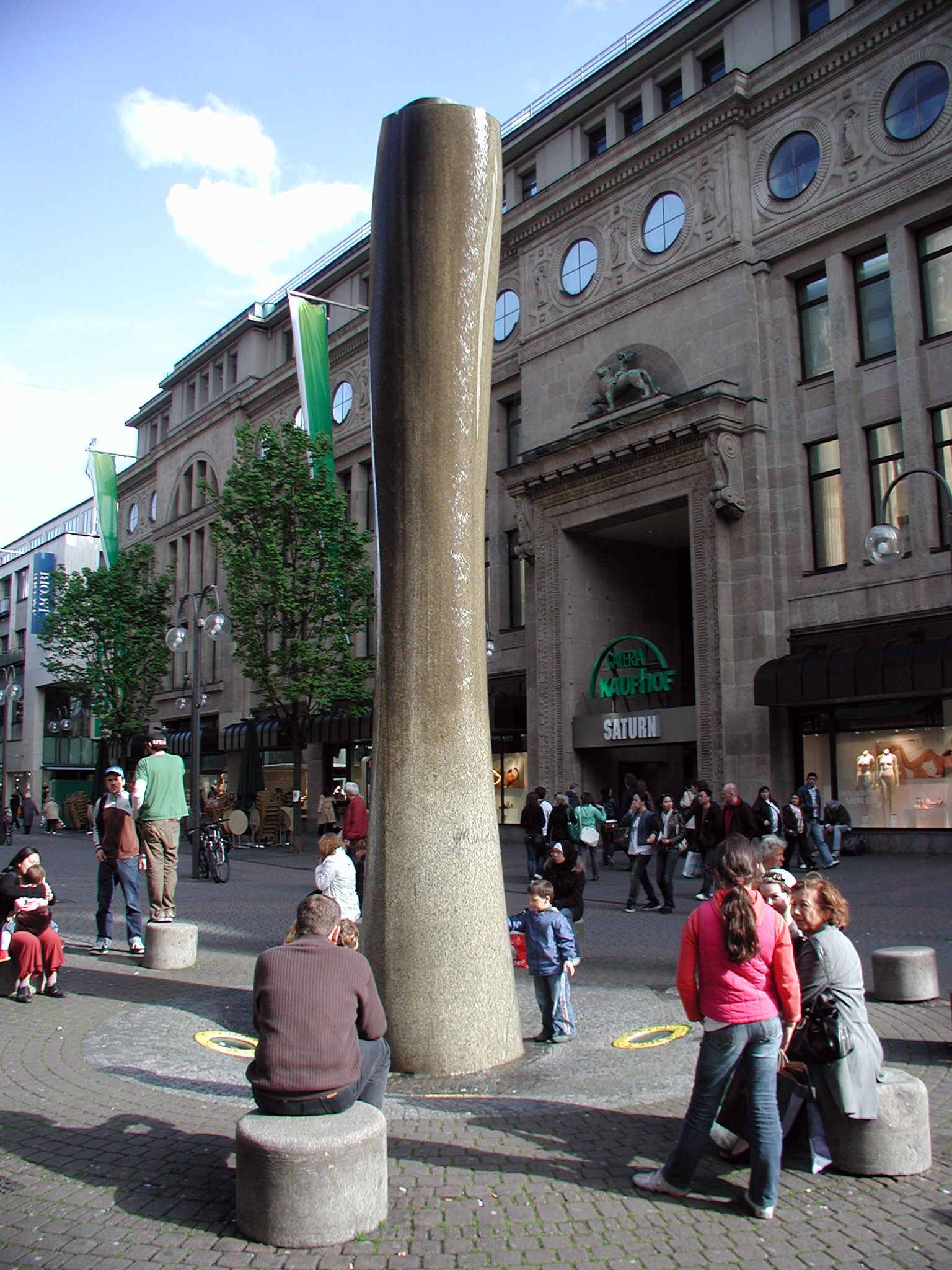
Kölner Bierbrunnen seit 1972, Bildhauer Harald Frehen

Der Kölner Bierbrunnen ist eine 1972 entstandene öffentlich zugängliche Brunnenanlage im Zentrum der Kölner Innenstadt auf der Schildergasse. Mittelpunkt der Anlage ist eine hochaufragende, während des Brunnenbetriebs von einem dünnen herabfließenden Wasserfilm umgebene Granitsäule, die von dem Künstler Harald Frehen entworfen und gestaltet wurde.

## Ortslage, Sponsor und Künstler
Nachdem ab der Mitte der 1960er-Jahre der Autoverkehr abschnittsweise aus der Kölner Innenstadt verdrängt worden war, begann die für die Gestaltung des öffentlichen Raumes zuständige Abteilung der Stadtverwaltung Köln die entstandenen bordsteinlosen Flächen der neuen Fußgängerzonen auch mit Objekten der Bildenden Kunst auszustatten. Eine für das größte Einkaufszentrum der Stadt vorgesehene Brunnenanlage sollte dann eine moderne Plastik werden, die an der Gabelung der Straßen Schildergasse und Gürzenichstraße aufgestellt werden sollte. Die Finanzierung der Anlage wurde durch eine Stiftung des im Biervertrieb tätigen Unternehmens Matthias Harzheim KG ermöglicht. Ein Wettbewerb unter Studenten der Fachrichtung Kunst und Design der im August 1971 neu konstituierten Fachhochschule Köln – aus den vormaligen Kölner Werkschulen hervorgegangen – unter der Leitung des ersten Dekans, Professor Joseph Jaekel, sollte zu einem realisierbaren Entwurf führen. Von den eingereichten Arbeiten der an dem Projekt beteiligten Kunstschüler überzeugte die Jury der Vorschlag des aus Süchteln stammenden seinerzeit 24-jährigen Künstlers Harald Frehen. Dieser gewann den Wettbewerb und konnte seinen Entwurf 1972 in einer Granitsäule von etwa sieben bis acht Metern Höhe umsetzten. Die Aufstellung des tonnenschweren Monolithen fand am 26. März mit Hilfe eines Kranes statt, der die Säule zur Verankerung auf ein zuvor geschaffenes Fundament hob. Die Einweihung der Anlage folgte am 6. Mai 1972.
Der neue Brunnen der Stadt fand allgemeines Interesse, und in der damals noch täglich mit Sprachwitz und Humor erscheinenden Glosse „Colonius“ (alias Horst Schubert, Lokalredakteur des Kölner Stadt-Anzeigers) berichtete man von einem „krummen Pfahl“, bei dem man erst unmittelbar davorstehend Wasser erkennen könne, um daraus auf einen Brunnen zu schließen.
Frehen (1947–2018) galt nach einem damaligen Pressebericht (Kölner Stadt-Anzeiger) als Meisterschüler Jaekels. Er lebte und arbeitete später als Bildhauer, Graphiker und Maler in der lippischen Malerstadt Schieder-Schwalenberg.
Die dann entstandene Brunnenanlage wurde wegen eines geplanten, alljährlich zu veranstaltenden, aber nur kurzzeitig stattgefundenen „Bierzapfes“ am Brunnen, auch Bierbrunnen genannt. Den für die Passanten verblüffenden Ausschank am Brunnen ermöglichte eine unterirdisch verlegte Zuleitung, die zu einem in einer Nebenstraße parkenden Bierwagen führte.

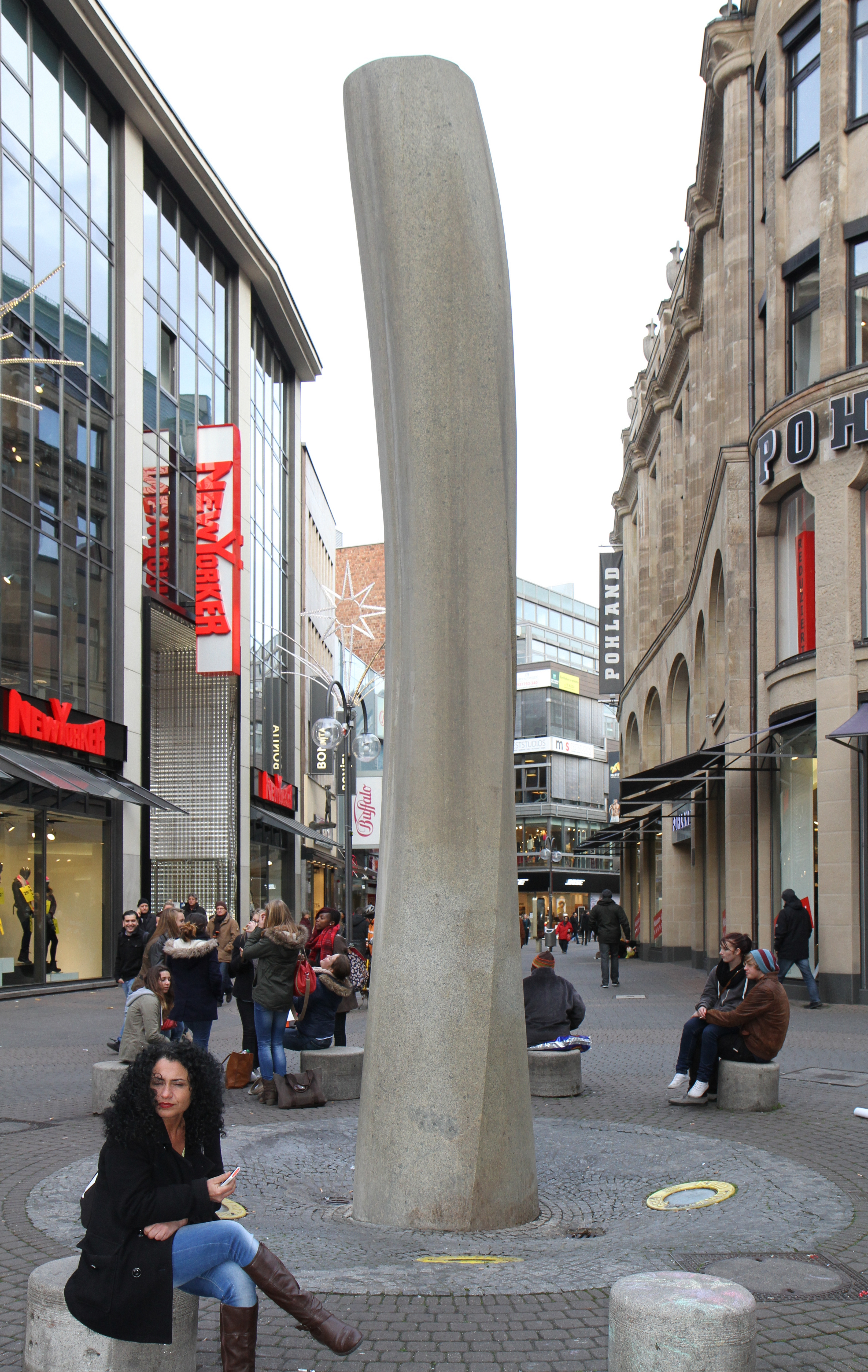
In der Winterzeit ohne Wasser
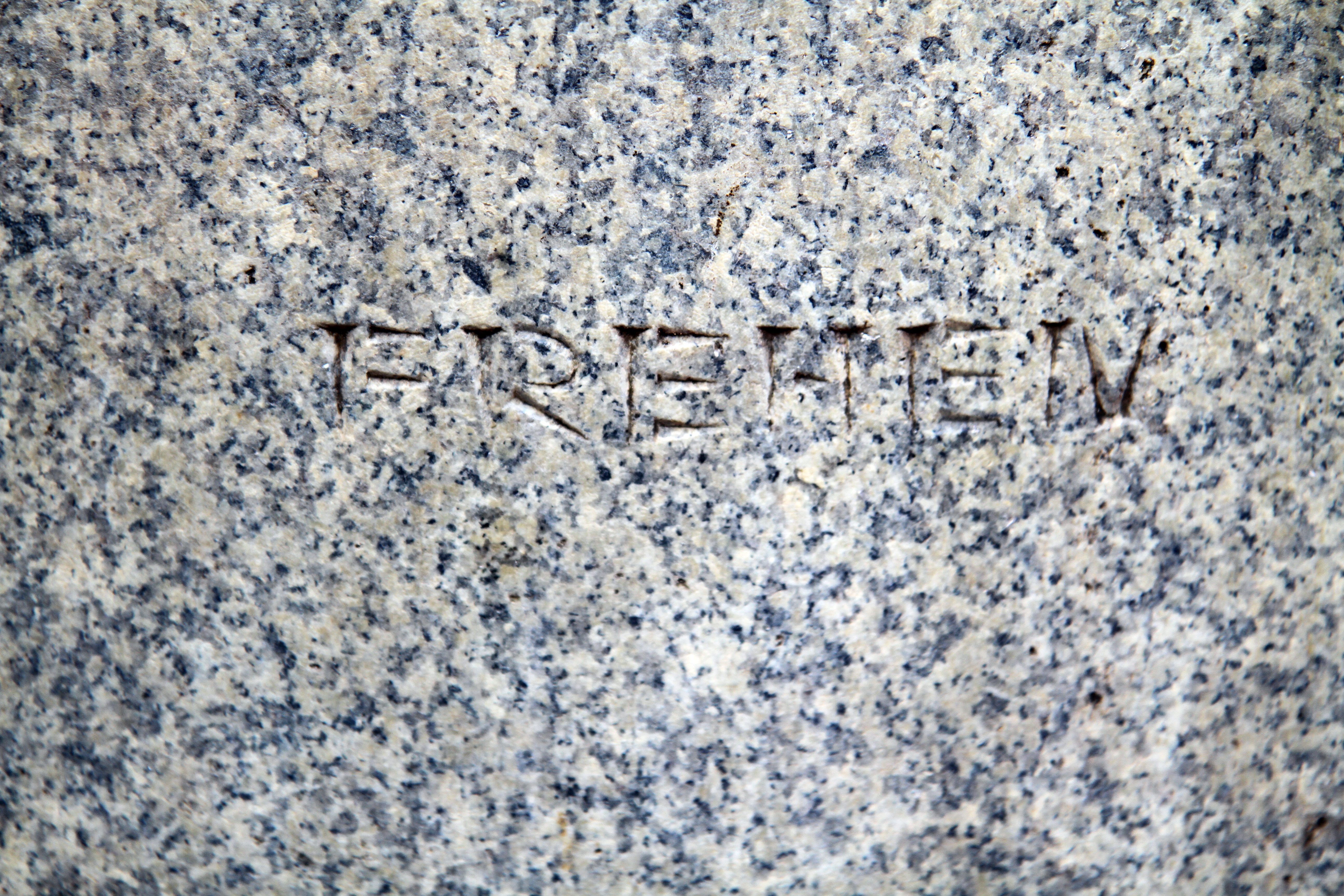
Gravur des Künstlers
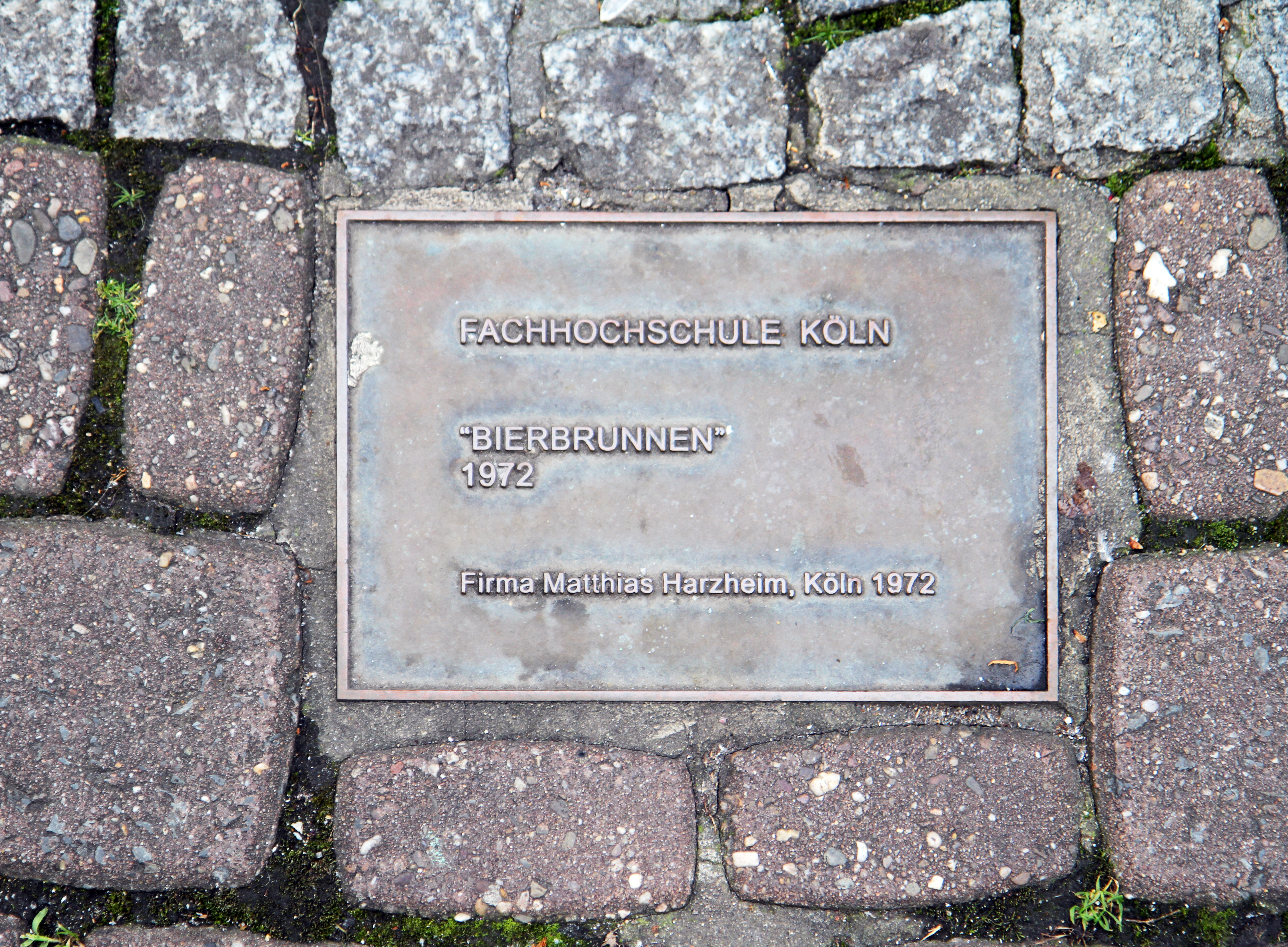
Daten
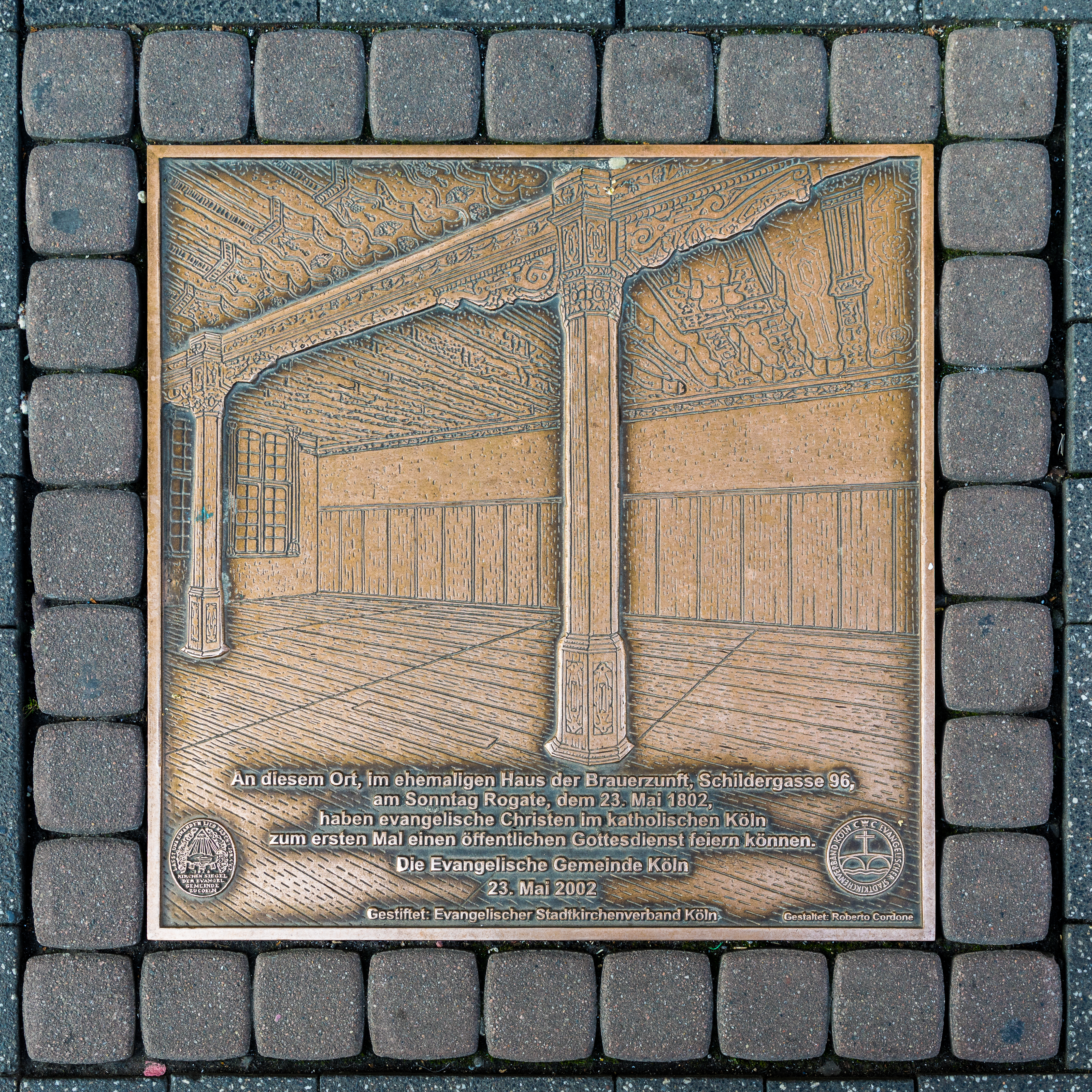
Gedenktafel an das Zunfthaus Mirweiler der Brauer vor 200 Jahren

Die Idee, eine Brunnenanlage als Mittel der Werbung zu nutzen, wurde in der Stadt Lübbecke schon in den 1950er Jahren geboren und in die Tat umgesetzt. Dort feiert man seit dem 12. August 1954 – in jährlichem Zeitintervall – auf dem Markt am Bierbrunnen ein Bierbrunnenfest. Der kostenlose Ausschank des in der Domstadt beliebten Getränkes Kölsch soll allerdings nicht von langer Dauer gewesen sein. Letztendlich ist der Kölner Bierbrunnen – wenn auch nur wegen seiner Bezeichnung – eine Reminiszenz an das ehemals über 200 Jahre auf der Schildergasse stehende Haus Mirwiler, das Zunfthaus der Kölner Brauer.